# 曼谷藝術文化中心

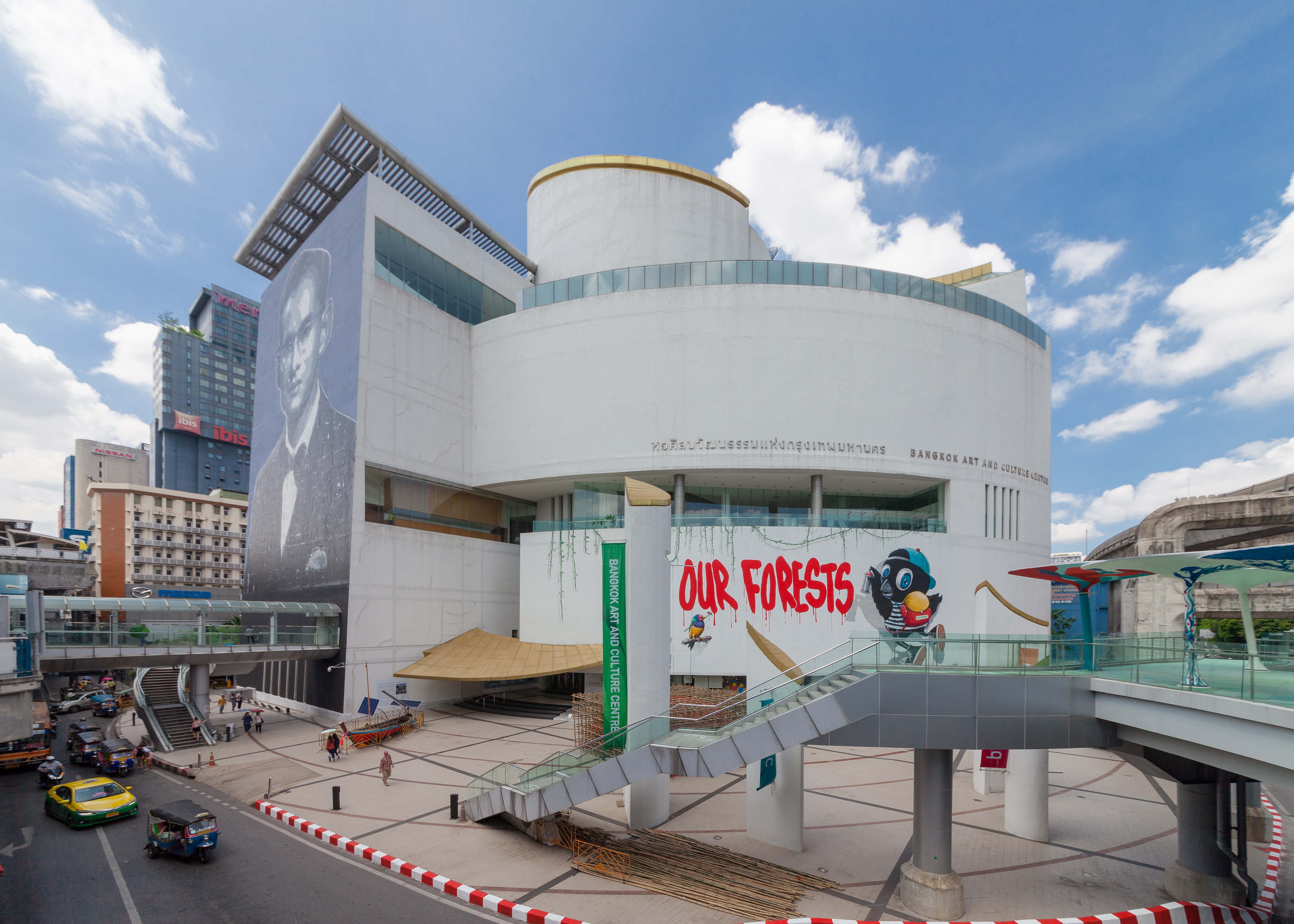
曼谷藝術文化中心

曼谷藝術文化中心（BACC）是泰國曼谷的一座現代藝術中心，開業於2008年7月29日。曼谷藝術文化中心在每週二至週日開放，免費參觀。

## 外部連結
- 官方网站

13°44′48″N 100°31′48″E / 13.74667°N 100.53000°E